# J'adore di Dior
J'adore è un profumo della casa di moda Christian Dior.

## Fragranza
Fragranza elegante e moderna, ideata nel 1999 da Calice Becker e François Demachy, J'adore è un profumo femminile di genere floreale-fruttato che ha riscontrato un grosso favore di pubblico, a cui sono seguiti una serie di prodotti, fra i quali J'Adore Eau de Toilette (nel 2003), J'adore Divinement Or (nel 2004), J'adore Anniversaire en Or (nel 2006).

## Confezione
La bottiglia di J'adore è stata disegnata dal designer Hervé van der Straeten, ispiratosi alla forma dell'anfora.

## Promozione
Fra le varie testimonial del profumo che si sono alternate nel corso degli anni vanno ricordate la modella Carmen Kass e l'attrice Charlize Theron, entrambe protagoniste nei rispettivi spot pubblicitari di J'adore diretto da Jean-Jacques Annaud.
Nel settembre 2011 è stato diffuso un nuovo spot che oltre a Charlize Theron ritrae dive del passato come Grace Kelly, Marlene Dietrich, Ava Gardner e Marilyn Monroe. Riguardo all'emozione provata girando questo nuovo spot, Theron ha dichiarato: “È stato incredibilmente affascinante e fantastico. Non credo che sperimenterò di nuovo qualcosa del genere nella mia vita”.
Nel 2024 la cantante Rihanna è diventata la nuova testimonial di J'adore.

## Riconoscimenti
Nel 2001, J'adore ha vinto il riconoscimento FiFi Award come “miglior profumo femminile dell'anno”, e nel 2007 quello per la “miglior campagna pubblicitaria televisiva”.